# Ngạc Tĩnh Văn
Ngạc Tĩnh Văn (tiếng Trung: 鄂靖文, sinh ngày 15 tháng 2 năm 1989) là một nữ diễn viên người Trung Quốc.

## Lịch sử
Ngạc Tĩnh Văn sinh ngày 15 tháng 02 năm 1989 tại thành Cáp Nhĩ Tân, tốt nghiệp Học viện Hý kịch Trung ương.
Cô lập nghiệp năm 2014 với vai trò diễn viên hợp đồng dài hạn cho Đài Truyền hình Hồ Bắc với hàng loạt phim hài cổ trang và đạt được tỉ suất người quan tâm tương đối cao.
Năm 2019, Ngạc Tĩnh Văn chuyển sang đóng các dòng phim điện ảnh. Cô hợp tác Châu Tinh Trì trong xuất phẩm Tân hí kịch chi vương và được ông đặt biệt danh Tinh nữ lang (星女郎).

## Sự nghiệp

### Điện ảnh
| Năm  | Nhan đề Việt ngữ      | Nhan đề Hán ngữ    | Thủ vai            | Ghi chú                |
| ---- | --------------------- | ------------------ | ------------------ | ---------------------- |
| 2016 | Long quyền tiểu tử    | 龙拳小子           |                    |                        |
| 2017 | Wake Up Master        | 醒醒吧之大师       |                    |                        |
| 2017 | Wake Up Master 2      | 醒醒吧之跟风者 XX  |                    |                        |
| 2017 | Wake Up Master 3      | 醒醒吧之跟风者 XXX |                    |                        |
| 2017 | Thành thị Rock        | 缝纫机乐队         | Journalist         |                        |
| 2018 | Mã Lạc và thiên sứ    | 马路与天使         |                    |                        |
| 2019 | Tân hí kịch chi vương | 新喜剧之王         | Lạc Minh/ Như Mộng | Đạo diễn Châu Tinh Trì |
| 2019 | Hạnh phước ma chú     | 幸福魔咒           |                    |                        |

### Truyền hình
| Năm  | Nhan đề Việt ngữ | Nhan đề Hán ngữ   | Thủ vai | Ghi chú   |
| ---- | ---------------- | ----------------- | ------- | --------- |
| 2014 | Hài kịch         | 我为喜剧狂 第一季 | Herself | 1st Place |
| 2016 |                  | 笑傲江湖 第三季   |         |           |